# Auguste Davezac
Auguste Geneviève Valentin D'Avezac (Les Cayes, 30 mei 1780 – New York, 15 februari 1851) was een Amerikaans diplomaat die gedurende twee periode ambassadeur in Nederland was.

## Biografie
Auguste Davezac werd op Saint-Domingue geboren in een Franse plantersfamilie. Hij verkreeg zijn scholing in Frankrijk en keerde daarvanuit terug bij zijn familie in New Orleans. Zijn familie was daarheen gevlucht na het uitbreken van de Haïtiaanse Revolutie. In New Orleans bouwde Davezac een carrière op als advocaat. Tijdens de Oorlog van 1812 wist hij tijdens de Slag bij New Orleans het vertrouwen van generaal Andrew Jackson te winnen.
Nadat Jackson president werd benoemde hij Davezac tot zijn zaakgelastigde in Den Haag. Deze positie behield hij tot 1839 toen het tij voor de Democraten keerde. Na zijn terugkeer in Amerika ging hij in New York wonen en stortte hij zich in de Amerikaanse politiek. President James Polk beloonde hem vervolgens in 1845 door hem weer naar Den Haag te zenden. Na zijn ontslag uit diplomatieke dienst in 1850 overleed Davezac al vrij snel.

## Familie
Een zus van Auguste Davezac was getrouwd met de Amerikaanse Minister van Financiën Edward Livingston.